# Bodas en Las Vegas
La ciudad estadounidense de Las Vegas, en Nevada, tiene el sobrenombre de «capital mundial del matrimonio» debido a la facilidad para adquirir una licencia de matrimonio, así como por el bajo coste de las ceremonias. Por estos motivos es un destino popular para celebrar bodas, pero también a raíz de la aparición de estilos diferentes y divertidos como las oficiadas por un imitador de Elvis Presley.

## Historia
En 1905 se fundó la ciudad de Las Vegas, pero hasta 1909, cuando se creó el condado de Clark, no aparece el registro de matrimonios. Por tanto, la primera boda registrada data de 1909.
En 1911 la ciudad relajó las leyes para permitir un divorcio rápido que permitía ejecutarse tras solos seis semanas de convivencia.
La industria de las bodas en Las Vegas se impulsó en 1912 cuando California aprobó la conocida «ley de la ginebra», creada para evitar que una persona contrajera matrimonio estando ebria. Debido a esto, parejas del estado de California comenzaron a acudir a Las Vegas, que se autodenominó como el lugar para casarse sin miramientos.
En 1931, por petición popular, en Nevada se relajaron las leyes del matrimonio, el divorcio y el juego.

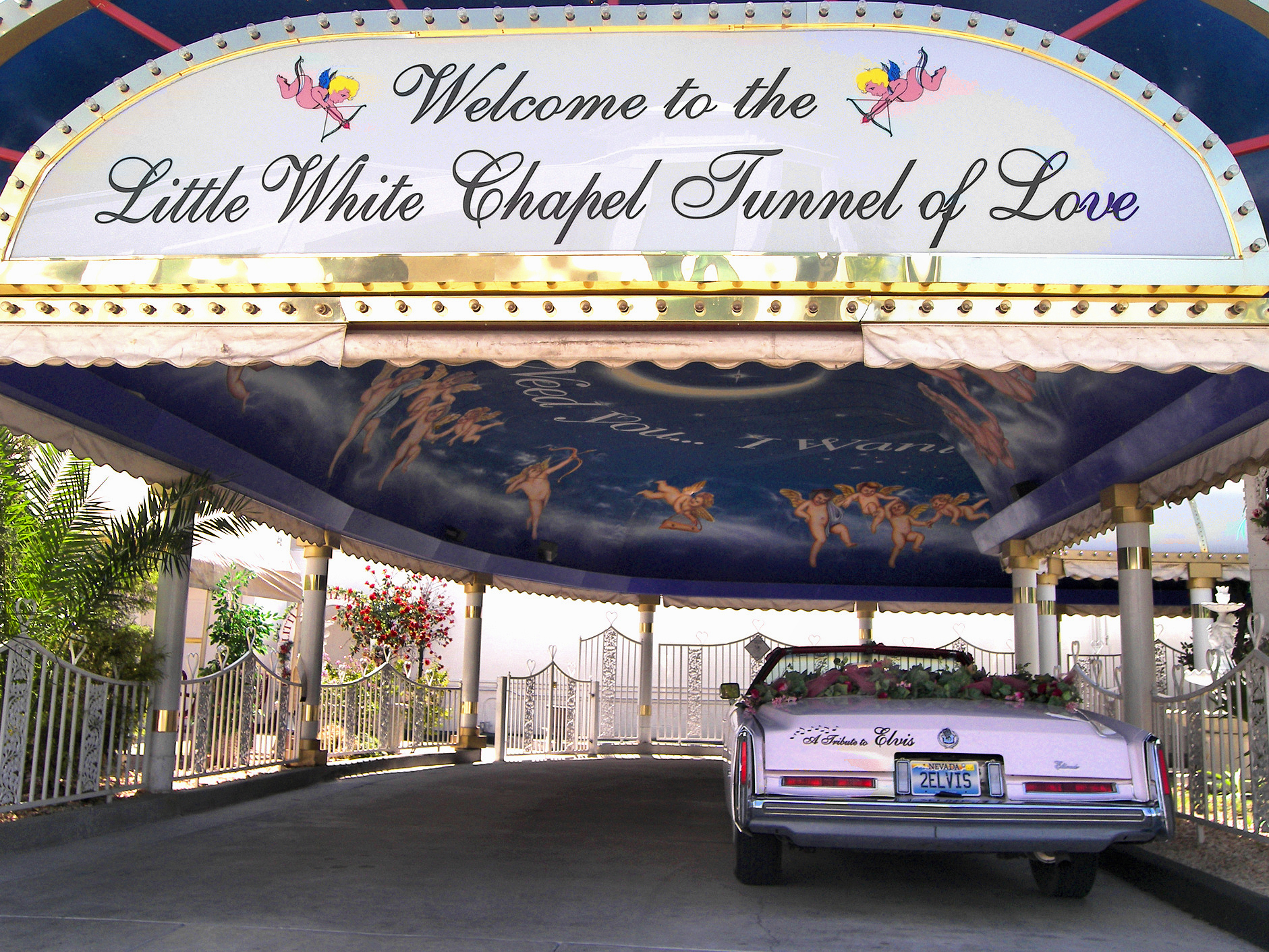
Little White Wedding Chapel - Drive-Thru

Irónicamente fue el divorcio de Clark Gable en 1939 lo que supuso que en todo el país se conociera a Las Vegas como un destino familiar.
Dos de las primeras capillas en Las Vegas fueron Hitching Post Wedding Chapel (ahora cerrada) y A Wee Kirk o’the Heather. Ambas se abrieron en el año 1940 y pronto otras capillas empezaron a surgir, cerca del centro histórico y finalmente fuera del Strip, para satisfacer la demanda de matrimonios. Otra de las capillas más famosas de Las Vegas, The Little Church of the West, abrió en 1942 en el Strip.
La capilla Little White Wedding Chapel, famosa por su drive-thru “Túnel del Amor” (creado en 1991) abrió en 1951 y Chapel of the Flowers en el año 1960.
En la década de 1960 la industria de las bodas de Las Vegas estaba en auge. Esto fue especialmente cierto cuando la productora MGM lanzó en 1964 la película Viva Las Vegas, protagonizada por Elvis Presley, quien en una secuencia se casaba en la capilla Little Church of the West, elevando así la fama de las bodas en Las Vegas. Elvis Presley se convirtió en un icono de las bodas en Las Vegas, haciéndose con el trono de las bodas temáticas, oficiadas por imitadores del Rey del Rock. Graceland Wedding Chapel fue la primera en ofrecer este tipo de ceremonias con Elvis.
La imagen de las bodas de mal gusto en Las Vegas se afianzó en la década de 1980. Una ceremonia rápida en un entorno de mala calidad, con música de órgano enlatado de fondo era una percepción común. Este cliché estaba basado en el mal servicio otorgado por las capillas en esa época y fue reforzado por las películas y programas de televisión durante un par de décadas.

## Bodas famosas
A lo largo del tiempo, las bodas de celebridades han impulsado la popularidad de Las Vegas como una meca del matrimonio.
Esta sucesión de bodas famosas comenzó en 1930 con la de William Boyd, más conocido como Hopalong Cassidy. Para su cuarto, pero no último, matrimonio se tomó un día libre de trabajo, alquiló un avión para el banquete de boda, e intercambió votos en una habitación del Hotel Nacional.
En la habitación 246 del Hotel Aladdin , el 1 de mayo de 1967, Elvis Presley se casó con Priscilla Beaulieu. Este matrimonio no acabó bien, pero sí lo hizo la unión de Elvis con Las Vegas ya que él se convirtió desde entonces en el icono número uno de la ciudad.
Más recientemente, la boda y el divorcio exprés de cincuenta y cinco horas de Britney Spears y su amor de la infancia cosecharon titulares y capturaron la atención del público.
Algunos ejemplos de bodas de celebridades:
- 10 de enero de 1942: Mickey Rooney y Ava Gardner.
- 1943: Betty Grable y Harry James.
- 24 de septiembre de 1953: Dick Haymes y Rita Hayworth.
- 28 de mayo de 1954: Kirk Douglas y Ann Buydens.
- Junio de 1954: Fernando Lamas y Arlene Dahl.
- 29 de enero de 1958: Paul Newman y Joanne Woodward.
- 1963: Betty White y Allen Ludden.
- 14 de agosto de 1965 - Jane Fonda y Roger Vadim.
- 1965 - Judy Garland y Mark Herron.
- 19 de julio de 1966: Frank Sinatra y Mia Farrow.
- 1 de mayo de 1967: Elvis Presley y Priscilla Anne Beaulieu.
- 21 de enero de 1989: Lorenzo Lamas y Kathleen Kinmont Smith.
- 29 de abril de 1989: Jon Bon Jovi y Dorothea Hurley.
- 2 de septiembre de 1989: Michael Jordan y Juanita Vanoy.
- 12 de diciembre de 1991: Richard Gere y Cindy Crawford.
- 5 de junio de 1997: Noel Gallagher y Meg Mathews.
- 15 de noviembre de 1998: Dennis Rodman y Carmen Electra .
- 30 de noviembre de 1999: Alaska y Mario Vaquerizo
- 5 de mayo de 2000: Angelina Jolie y Billy Bob Thornton.
- 22 de octubre de 2001: Andre Agassi y Steffi Graf.
- 2 de enero de 2004: Britney Spears y Jason Allen Alexander.
- 14 de julio de 2007: Jodie Sweetin y Cody Herpin.
- 6 de octubre de 2007: Pamela Anderson y Rick Salomon.
- 6 de junio de 2009: Mike Tyson y Lakiha Spicer.
- 9 de diciembre de 2011: Sinead O' Connor y Barry Herridge.

## Licencia de matrimonio
Para casarse en Las Vegas es obligatorio obtener previamente una licencia matrimonial. Las licencias de matrimonio del estado de Nevada están consideradas muy fáciles y rápidas de conseguir. Al contrario que en otros estados, no hay ninguna prueba de sangre y no se requiere ningún periodo de espera. Además, las condiciones son las mismas para un residente que para un extranjero.
Para obtener la licencia ambos miembros de la pareja han de personarse en Clark County Marriage Bureau situado en el 201 de Clark Avenue (está abierto 365 días al año de 8 a. m. a medianoche). Deben acreditar su identidad y edad con un documento con foto y rellenar una solicitud. El precio de la licencia es de $77 en efectivo y es válida durante un año.
El matrimonio celebrado en Las Vegas es legal en todo el mundo, debiendo hacer una serie de gestiones para registrar el matrimonio en el país de origen.
En el caso de España, la inscripción en el Registro Civil debe hacerse entregando el certificado de matrimonio (original y traducción jurada), Apostilla (original y traducción), certificado de nacimiento y de empadronamiento, hoja declaratoria de datos Archivado el 10 de julio de 2015 en Wayback Machine. y fotocopia de los DNI del o los miembros españoles de la pareja.
En los últimos años se ha ido produciendo un descenso notable del número de matrimonios celebrados en Las Vegas que puede apreciarse viendo los datos de adquisición de licencias de matrimonio del Condado de Clark. Se puede llegar a pensar que hay cierto deterioro en el negocio del matrimonio en Las Vegas, pero hay controversia sobre lo que los datos representan, ya que el negocio del matrimonio en esta ciudad también se nutre de fake weddings o de la renovación de votos matrimoniales.
| Año  | Condado de Clark | Estados Unidos | Condado de Clark % |
| ---- | ---------------- | -------------- | ------------------ |
| 2005 | 121,282          | 2,249,000      | 5.4                |
| 2006 | 112,531          | 2,193,000      | 5.1                |
| 2007 | 107,175          | 2,197,000      | 4.9                |
| 2008 | 95,703           | 2,157,000      | 4.4                |
| 2009 | 93,504           | 2,080,000      | 4.5                |
| 2010 | 90,058           | 2,096,000      | 4.2                |
| 2011 | 88,091           | 2,118,000      | 4.1                |
| 2012 | 84,627           | 2,131,000      | 3.4                |
| 2013 | 78,791           | 2,081,301      | 3.8                |
| 2014 | 80,738           | 2,140,272      | 3.8                |
| 2015 | 81,652           | -              | -                  |

## Lugares de celebración

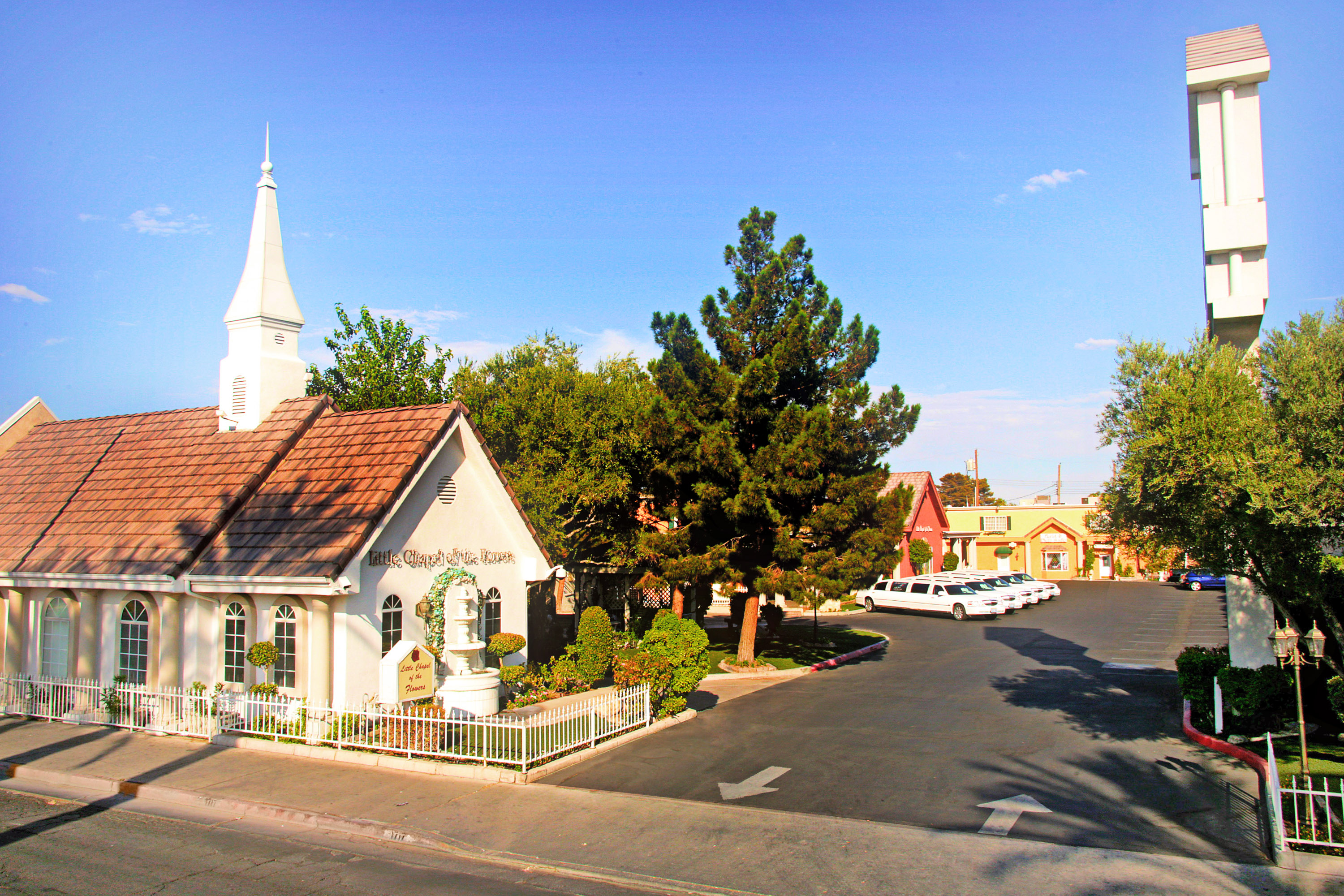
Chapel of The Flowers, una de las muchas capillas de boda en Las Vegas

Hay numerosas opciones de ceremonias de boda en Las Vegas. La menos cara, por $77,75, es casarse en la Oficina de Matrimonios Civiles (The Office of Civil Marriages) situada a unos metros de Clark County Marriage Bureau.
La mayoría de las capillas de Las Vegas ofrecen ceremonias civiles y religiosas, pero depende del lugar de boda seleccionado.
El negocio de las bodas en Las Vegas es muy competitivo. Hay cerca de 50 capillas repartidas entre el Strip y el centro histórico . La mayoría de los hoteles importantes de la ciudad tienen capillas de boda e incluso los restaurantes y museos locales como The Mob Museum ofrecen ceremonias.
Existen lugares muy variados, como las bodas en el acuario del Hotel Silverton, en el barco pirata del Hotel Treasure Island, en la montaña rusa del hotel New York New York o en un drive-thru (entrada a un restaurante sin bajarse del coche).

### Capillas de boda
Las capillas más antiguas se encuentran en el centro de la ciudad. La mayoría de las capillas de boda más nuevas están localizadas en el Las Vegas Strip, que es la avenida más turística de Las Vegas. Una ley local de 1970 hizo imposible construir capillas independientes en el Strip.(?)

## Bodas temáticas
Muchas capillas también ofrecen bodas temáticas. Algunos ejemplos son las bodas hawaianas, de cuentos de hadas, de Star Trek , góticas, y las más conocidas, las que incluyen un imitador de Elvis o incluso de Michael Jackson. El Hotel Tropicana ofrece el paquete de boda "estrella de rock" oficiado por el vocalista de Quiet Riot, Paul Shortino.

## Afueras de Las Vegas
Es segunda en popularidad la opción de una capilla de bodas al aire libre en algún lugar en circundante al área de Las Vegas. Así, pueden llevarse a cabo ceremonias en Red Rock Canyon, el Gran Cañón del Colorado o el Valle de Fuego.